# بالماس (البرازيل)
بالماس هي بلدية في البرازيل، تتبع بارانا، بلغ عدد سكانها 42,888  نسمة في 2010، تبلغ مساحتها 1,567.361 كيلومتر مربع.

## الموقع
تشترك في الحدود مع:
- Clevelândia [الإنجليزية]‏
- Coronel Domingos Soares [الإنجليزية]‏.